# Perșe Travnea, Solone
Perșe Travnea (în ucraineană Перше Травня) este un sat în comuna Bașmacika din raionul Solone, regiunea Dnipropetrovsk, Ucraina.

## Demografie
Componența lingvistică a localității Perșe Travnea
     Ucraineană (89,7%)
     Rusă (4,24%)
     Alte limbi (0,61%)
Conform recensământului din 2001, majoritatea populației localității Perșe Travnea era vorbitoare de ucraineană (89,7%), existând în minoritate și vorbitori de rusă (4,24%).